# Ara o mai (llibre)
|  | Aquest article tracta sobre el llibre de Joan Fuster. Vegeu-ne altres significats a «Ara o mai». |

Ara o mai és el títol d'un llibre de Joan Fuster publicat l'any 1981. El treball fou publicat per primera vegada amb el nom de Per a una cultura catalana majoritària a la Nadala de la Fundació Jaume I corresponent a l'any 1980.
Fuster planteja a l'obra quins són els termes exactes del debat sociolingüístic aleshores encara pendent: el precari present i el problemàtic futur de la llengua catalana, atès que fins aleshores encara predominava el discurs que la llengua «no podia morir mai», una idea reforçada per l'argument erroni que salvant el català com a llengua de cultura, l'idioma recuperaria automàticament les seves posicions socials i polítiques. Fuster afirma que aquesta és una condició indispensable però insuficient ja que la cultura no té virtuts expansives màgiques, la restauració del català hauria de ser simultània i igualment formalitzada a tots els àmbits de la vida col·lectiva. Fuster hi concep la necessitat que per a normalitzar el català cal desnormalitzar el castellà.
L'any 2020, edicions Tres i Quatre reedità l'obra incloent-la al llibre recopilatori Escrits de combat. El recull de textos de Fuster també incorporà Qüestió de noms (1962), El blau en la senyera (1977), País Valencià, per què? (1982) i Cultura nacional i cultures regionals als Països Catalans (1983), així com fou prologat per Josep-Lluís Carod-Rovira i epilogat per Ferran Garcia-Oliver.